# Залужье (Братунац)
Залужье (босн. и серб. Залужје / Zalužje) — село в общине Братунац Республики Сербской Боснии и Герцеговины. Население составляет 237 человек по переписи 2013 года.

## Население[3]
По данным на 1991 год, в селе проживали 624 человека, из них:
- 621 — бошняки,
- 2 — югославы,
- 1 — представитель иной национальности.